# Exeed
EXEED  — автомобильное подразделение внедорожников премиум-класса, представленное китайским автопроизводителем Chery Automobile в сентябре 2017 года.

## История
Бренд EXEED впервые был представлен на Международном автомобильном салоне (Internationale Automobil-Ausstellung) во Франкфурте-на-Майне в 2017 году. А уже в начале 2019 года началось производство первых полноприводных кроссоверов EXEED TXL. На рынке России продажи автомобилей EXEED стартовали в 2020 году.
В апреле 2019 года на выставке Auto Shanghai был представлен третий концепт-кар — E-IUV. В октябре 2019 года EXEED выпустил свой второй серийный автомобиль: компактный внедорожник LX на платформе T1X.
В апреле 2021 года на выставке Auto Shanghai EXEED продемонстрировал пятый концептуальный внедорожник — Stellar (электрический автомобиль среднего размера).
Дизайнером первых моделей EXEED был Кевин Райз, который долгое время отвечал за внешний вид BMW и Mazda. С 3-го июля 2017 года за дизайн марки также отвечает Стив Юма, долгое время работавший в концерне General Motors. Директором по исследованиям и разработкам был назначен Питер Маткин, ранее главный инженер группы Jaguar Land Rover. Один из главных инженеров — Генри Брайс — автор платформы большинства пикапов Ford и в прошлом программный директор Tesla Model S.

## Авиационные двигатели
CHERY имеет опыт проектирования и серийного производства авиационных поршневых двигателей.  Компания производит около 1000 единиц  в год, пользующихся спросом на мировом рынке. В частности, австрийская компания Diamond Aircraft, разрабатывающая и производящая небольшие самолеты, является крупнейшим заказчиком вышеупомянутых двигателей.
При производстве силовых агрегатов используется технология TGDI с двойным изменением фаз газораспределения, сниженной собственной массой, вибрацией и шумом.
Все производимые двигатели  соответствуют экологическому стандарту China VI.

## Автомобили
На модели EXEED устанавливается третье поколение двигателей ACTECO, которые разрабатывались совместно с австрийской компанией AVL.
Все внедорожники построены на собственной платформе M3X Mars, одна из особенностей которой — возможность размещения нескольких вариантов двигателей и трансмиссий. Вышеупомянутая платформа на 85 % состоит из высокопрочной стали и рассчитана на установку любых типов двигателей:
- традиционных ДВС (бензиновые и дизельные);
- гибридных;
- электрических.

### В настоящее времяEXEEDпродает следующие автомобили
- LX (2019 – настоящее время), компактный внедорожник.
- TXL/Lingyun (2019 – настоящее время), среднеразмерный внедорожник.
- VX/Lanyue (2020 – настоящее время), полноразмерный внедорожник.
- RX/Yaoguang (2023 – настоящее время), среднеразмерный внедорожник кросс-купе.

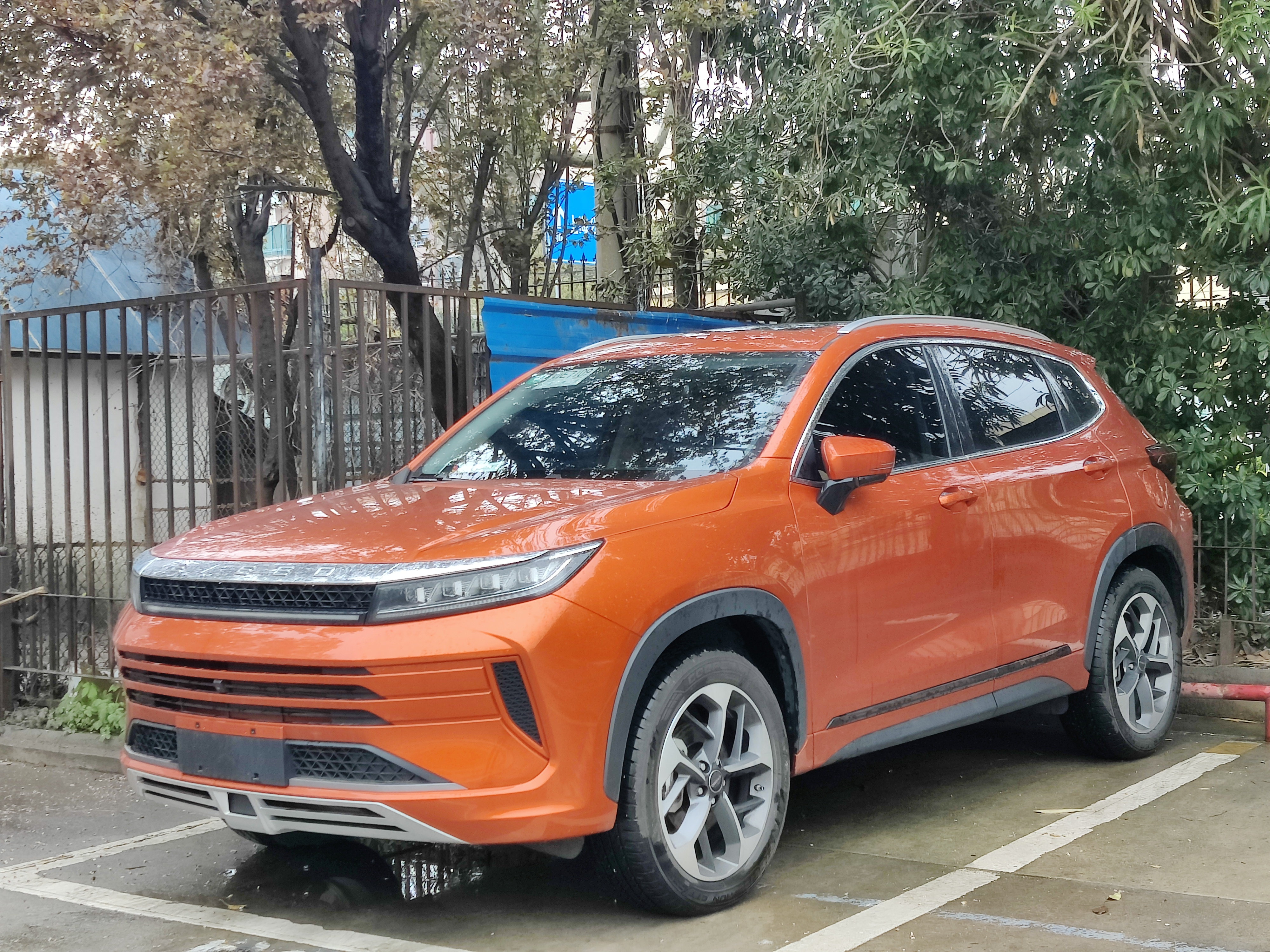
Exeed LX
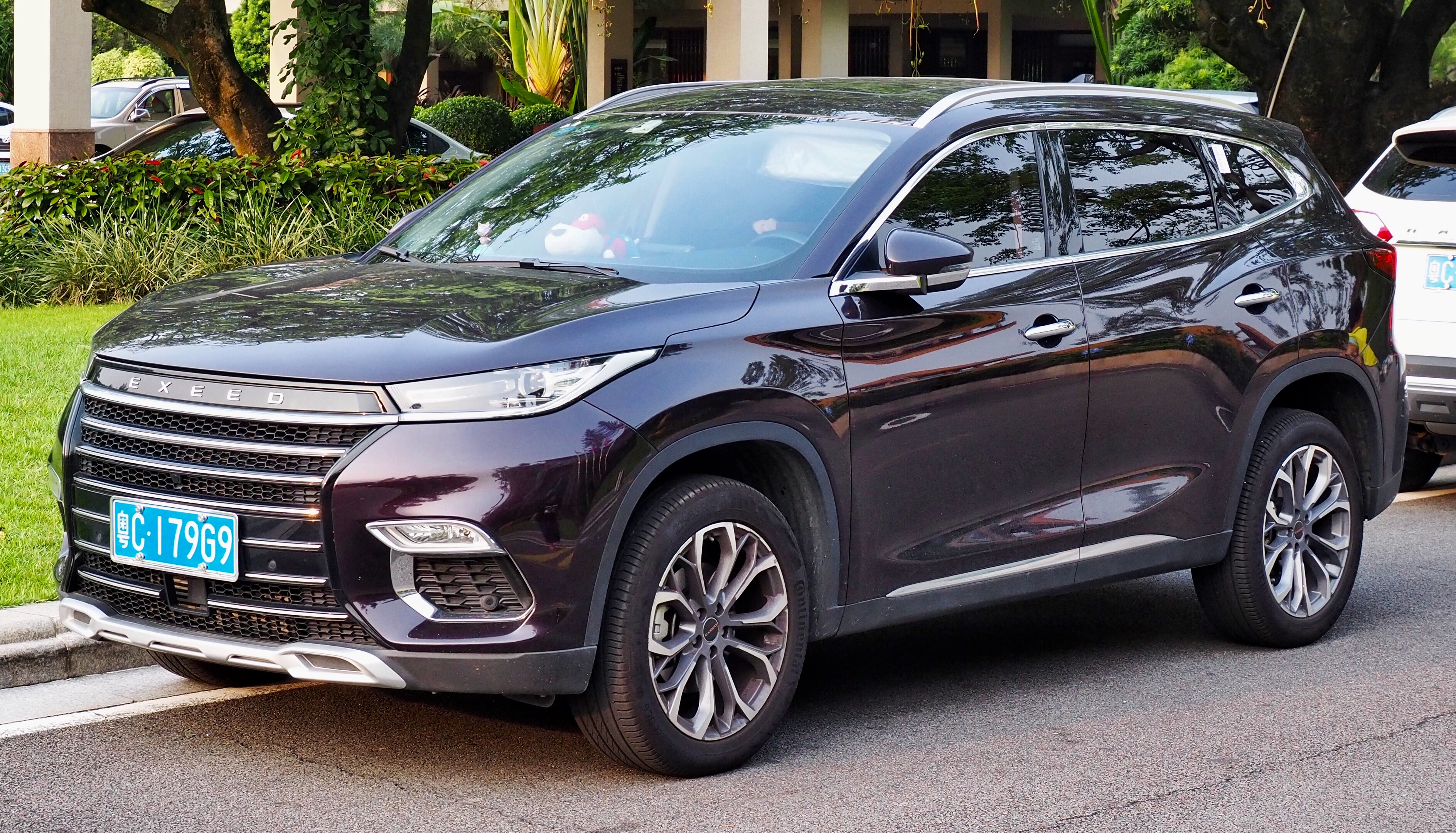
Exeed TXL
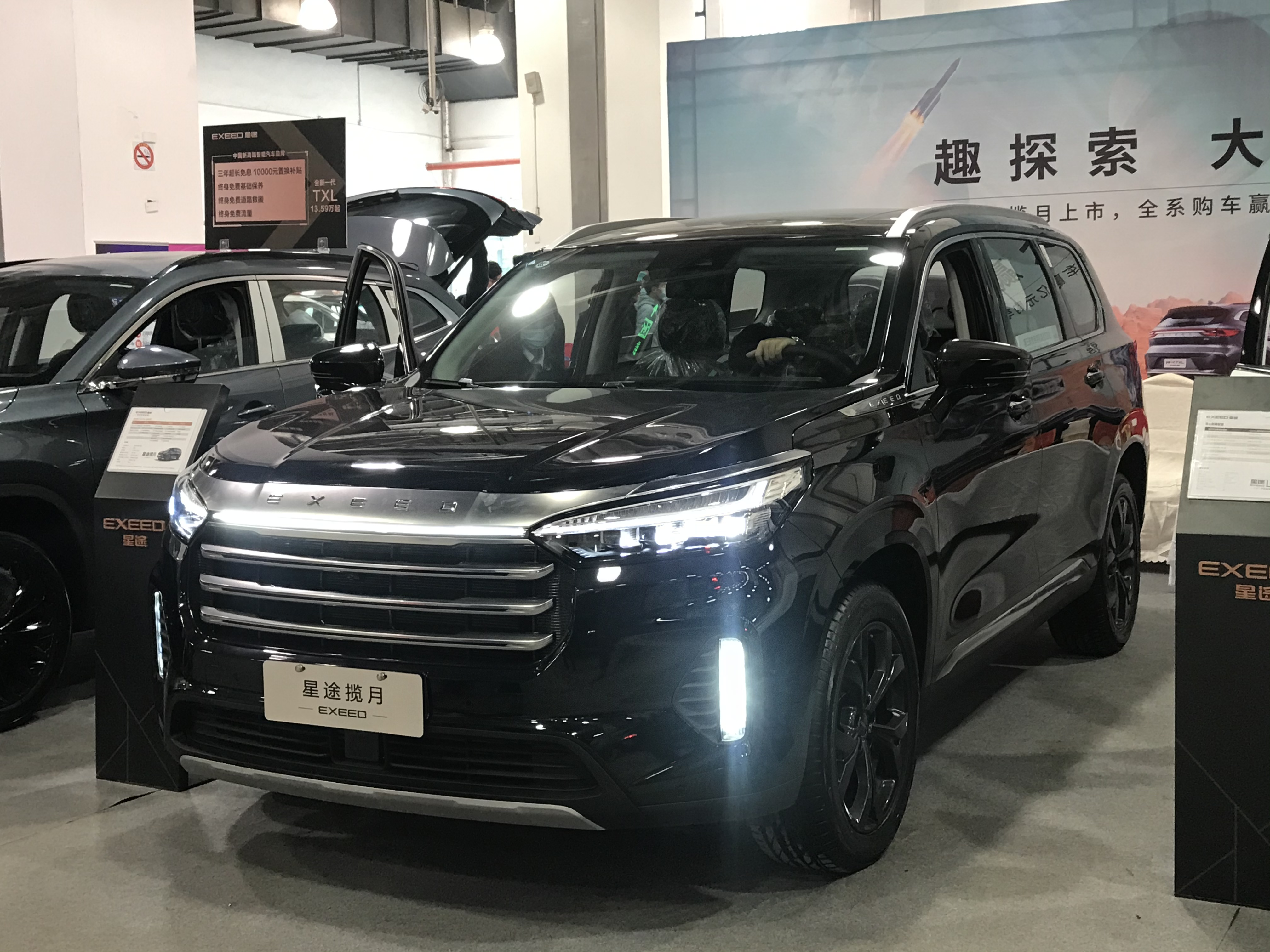
Exeed VX
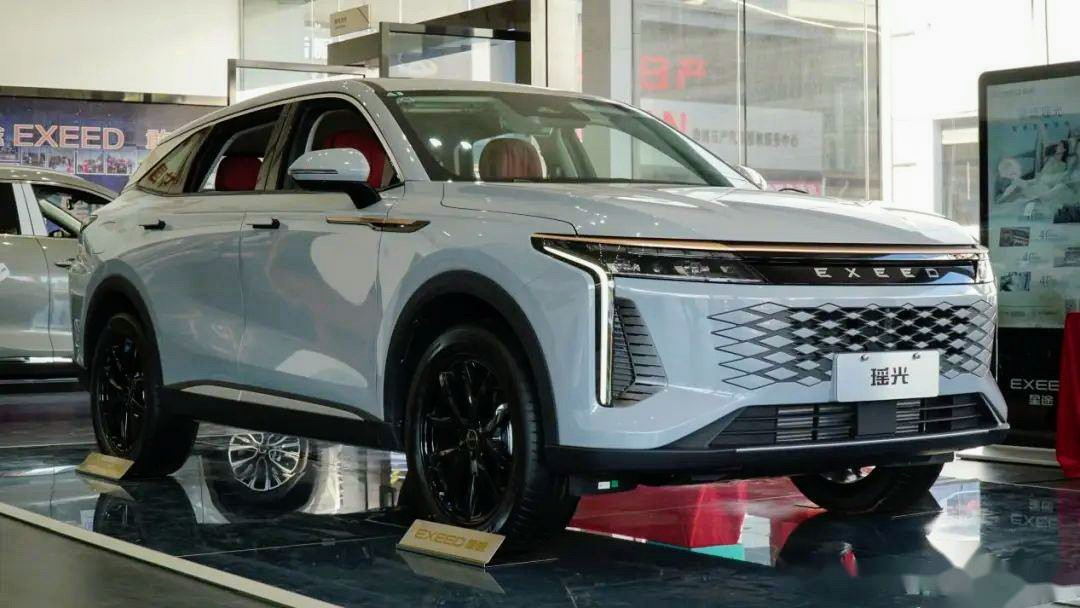
Exeed RX

## Элементы автомобиля
| Элемент автомобиля          | Поставщик   |
| Подвеска                    | Benteler    |
| Система рулевого управления | Bosch Huayu |
| Система ESP                 | Bosch       |
| Сиденья                     | Lear        |
| Трансмиссия                 | Magna       |
| Освещение                   | Hella       |
| Термоформованные детали     | Benteler    |
| Система проводки            | Aptiv       |
| Шумоизоляция и ковры        | GSK GROUP   |
| Ремни безопасности          | Autoliv     |
| Контроллеры (процессоры)    | Neusoft     |
| Тормозная система           | Cooper      |
| Блок управления             | Uaes        |
| Шины                        | Continental |

## В России
Основные продажи в России начались в 2021 году с моделей TXL и VX. В марте 2022 года стала доступна модель LX. Летом 2023 года в продаже появилось новое авто RX.
Все автомобили производятся на заводе в Китае и доставляются в Россию на автовозах и поездах. На данный момент (декабрь 2023 года) в России бренд представляют 105 дилеров в 57 городах.
Самая продаваемая модель — кроссовер TXL.

## Показатели продаж в России
2020 — 197 автомобилей
2021 — 2674 автомобиля
2022 — 12 127 автомобилей
2023 — 13 473 автомобиля